# 巨人症
巨人症，亦称为巨大症，是一种疾病，表现为过度生长且其身高明显高于人类平均身高。该疾病是由于人类在童年時期生产过多的生长激素，常由垂体腺瘤导致，使得患者身高異於常人，達2.13（7.0英尺）至2.72（8.9英尺）。巨人症可以是遺傳性的，也可以不是遺傳性的。巨人症可以是先天的，也可以是後天的。一般而言，如果巨人症是指肢端肥大症，不會遺傳。但有一些有巨人症症狀的病徵，如馬凡氏症候群則屬遺傳。克氏综合征，也有巨人症的病徵，是先天性基因問題，但不會遺傳。值得留意的是，一般所說的巨人症是指肢端肥大症。
巨人症不应与肢端肥大症相混淆，虽然患者同样有高于正常水平的生长激素，但肢端肥大症发生在青春期长骨骨骺长合之后，不会引起身高的增长。

## 另見
- 侏儒症，幼年期腦垂腺分泌過少。
- 馬凡氏症候群 : 一種遺傳性疾病，患者通常身材比正常高。
- 肢端肥大症 : 一般所指的巨人症。
- 克氏综合征 : 先天性疾病，患者通常較高。